# Puente ferroviario de Monkwearmouth
El puente ferroviario de Monkwearmouth (oficialmente Monkwearmouth Bridge, también llamado Wearmouth Railway Bridge o Sunderland Railway Bridge) es una estructura construida en 1879 que cruza el río Wear entre Sunderland y Monkwearmouth. El puente se encuentra adyacente y aguas arriba del puente carretero de Wearmouth.
Originalmente construido como parte de la Línea de Conexión de Monkwearmouth, proporcionó el primer enlace ferroviario directo entre Newcastle y Sunderland. El puente ahora lo utilizan los servicios del Metro de Tyne y Wear y la Línea de la Costa de Durham.

## Historia y diseño

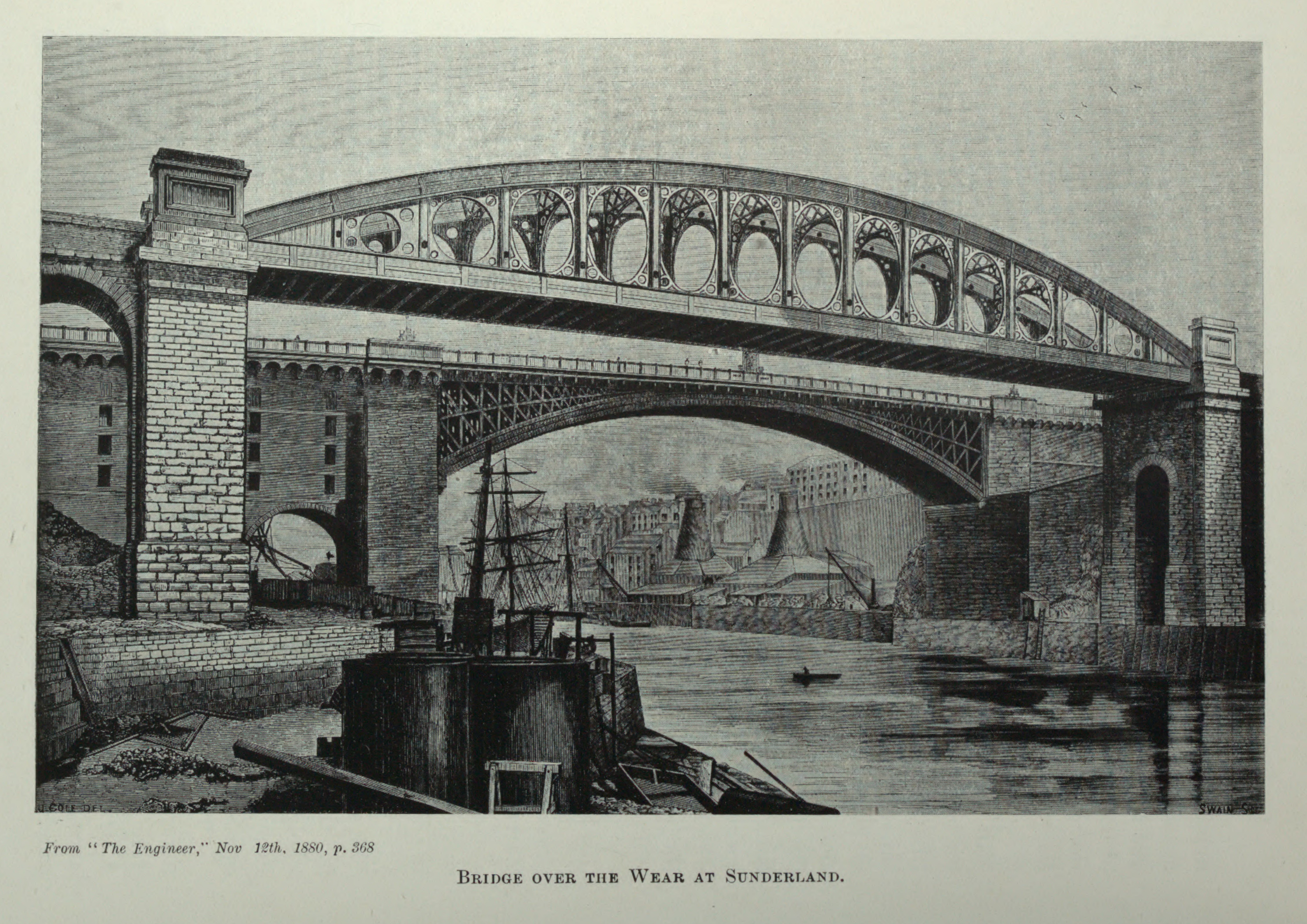
El puente construido (de la revista "The Engineer" (El Ingeniero), 1880). La reconstrucción de 1857 del puente de Wearmouth de 1796 se ve en la parte de atrás

El puente se construyó como parte de la infraestructura de la Línea de Conexión de Monkwearmouth, que se inauguró en 1879, un ramal que enlazaba a través del río Wear la línea del antiguo Ferrocarril de Conexión de Brandling en Monkwearmouth con la orilla sur en Sunderland y la línea del antiguo Ferrocarril de Durham y Sunderland.
El puente fue diseñado por T. E. Harrison: consistía en un tramo principal de 300 pies (91,4 m), un puente de arco tesado de hierro, construido a partir de tramos de viga cajón metálicos conectados por una celosía con refuerzos de esquina curvos para crear aligeramientos elípticos en los elementos de arriostramiento. El tablero del puente de hierro descansaba 86 pies (26,2 m) sobre el nivel de la marea alta del agua en el río Wear. En cada extremo del puente había tres arcos de mampostería de 25 pies (7,6 m) de luz. Hawks, Crawshay and Sons construyó la perfilería metálica, y John Waddell fue el contratista de la mampostería. En el momento de su construcción, se decía que era el puente de hierro abatible más grande del mundo.
La estructura fue catalogada de grado II en 1978, por lo que se requirió solicitar permiso para introducir las modificaciones realizadas hacia el año 2000 y realizar las obras relacionadas con la construcción de la línea del Metro: para la instalación de la catenaria de la electrificación; y para la construcción de una estación (St Peter), construida sobre el viaducto del acceso norte del puente. En 2007 se realizaron trabajos de reparación y de refuerzo del puente, incluyendo la instalación de 45 nuevas vigas transversales.

### Utilización
El puente y el ferrocarril permitieron que los trenes circularan directamente de Newcastle a Hartlepool, al crear una línea de conexión entre Newcastle y Sunderland.
Desde 2002, el puente también lleva el Metro de Tyne y Wear. Es parte de la moderna Línea de la Costa de Durham, puesta en servicio de (2012).